# Flinger Straße 8

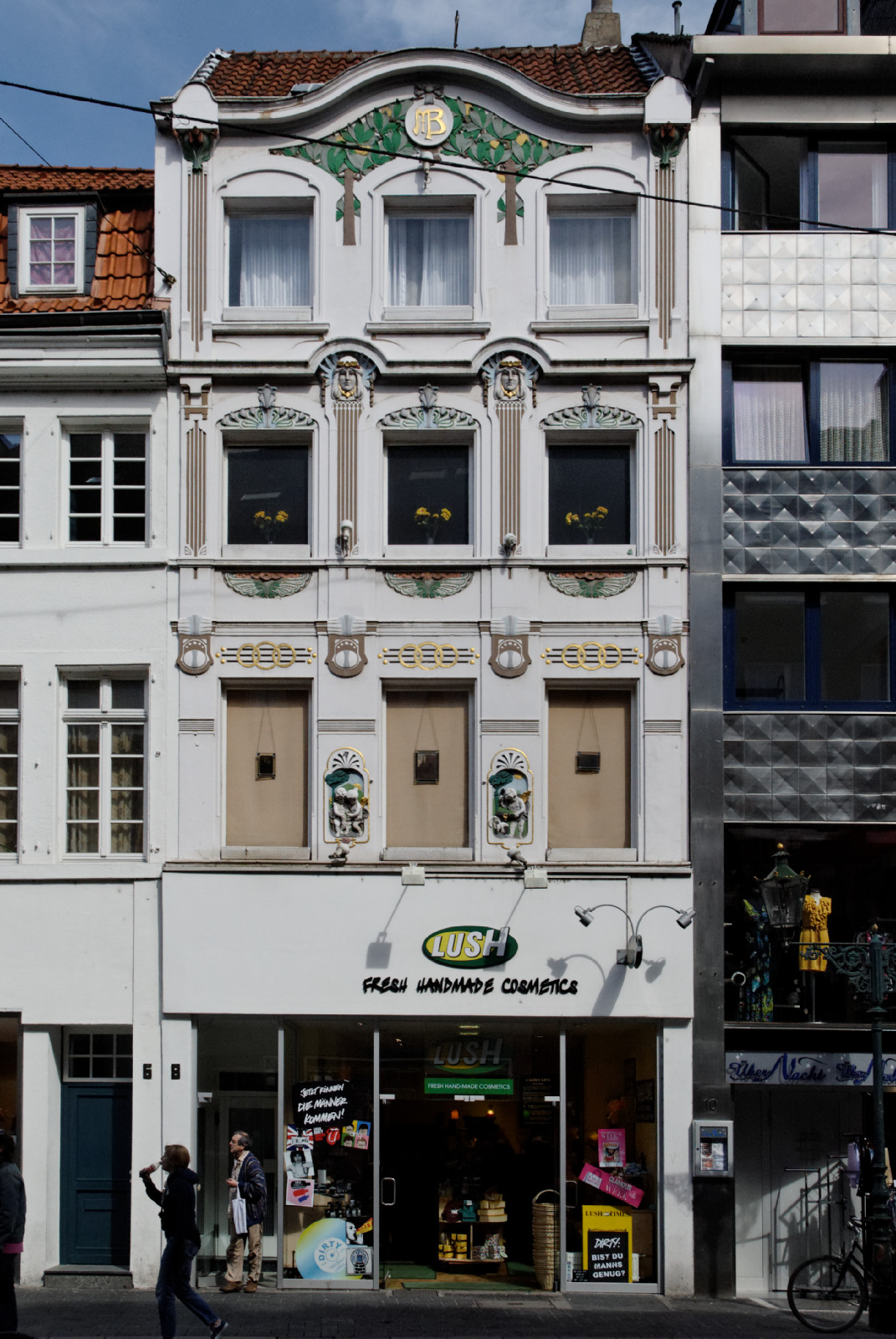
Haus Flinger Straße 8

Das Haus Flinger Straße 8 in der Düsseldorfer Altstadt ist ein denkmalgeschützter Bau, dessen Fassade Jugendstildekoration aufweist.

## Geschichte
Das Gebäude war als Haus „Zum weißen Füchschen“ bekannt. 1717 und 1723 gehörte das Haus dem Hofmusikus Mathaeus Sintzheim. 1748 verkaufte Wittib von Halberg, geborene von Holtzweiler, ein Viertel der Häuser an den Schuster Hermann von Holdt. 1817 betrieb hier Rofthack ein Commissions- und Spediditonsgeschäft in Colonialwaaren. Später gehörte Mathias Zittel das Haus. Danach erwarb es der Juwelier Max Bark, dessen Initialen die Jugendstilfassade schmücken.

## Beschreibung
Das viergeschossige Gebäude wurde im 18. Jahrhundert erbaut. Die Fassade ist bis auf das Erdgeschoss dreiachsig und wurde mit Jugendstildekor verkleidet, so mit vegetiblem Dekor und Masken. Die mittlere der drei Achsen ist überhöht, das Kranzgesims ist an dieser Stelle nach oben gewölbt. Darunter schmückt ein Medaillon mit den Initialen M.B., des Juweliers Max Bark, die Fassade.